# 鎌倉殿的13人
《鎌倉殿的13人》，日本放送協會製作的第61部大河劇，自2022年1月9日起，於日本時間每週日晚間八點於NHK綜合頻道播出，由小栗旬主演。

## 故事內容和簡介
《鎌倉殿的13人》是三谷幸喜第三次為NHK執筆，故事背景設定在平安時代末期、鎌倉時代前期，看似是鎌倉幕府將軍與御家人的「十三人合議制」的故事，實際上是北條義時在源賴朝死後，肅清十三位政敵的慘劇。
源平合戰落幕，平氏政權崩潰，鎌倉幕府建立。在初代將軍去世後，源氏政權出現危機，御家人於「十三人合議制」之下爭權奪利。北條義時以外戚之身份在殘酷的權力鬥爭中逐漸掌控實權，作為二代執權應對來自朝廷和幕府內部的挑戰。

## 登場人物

### 主角
- 北條義時

演出：小栗旬

### 北條一門
- 北條時政

演出：坂東彌十郎
義時之父。
- 阿陸（日语：牧の方）

演出：宮澤理惠
時政繼室。
- 北條宗時

演出：片岡愛之助
時政長子。
- 八重

演出：新垣結衣
義時伴侶。
- 實衣（日语：阿波局 (北条時政の娘)）

演出：宮澤艾瑪
時政之女。
- 北條時房（日语：北条時房）

演出：瀨戶康史
時政三子。
- 千惠

演出：福田愛依
時政之女。
- 亞季（日语：稲毛女房）

演出：尾碕真花
時政之女。
- 阿菊

演出：八木莉可子
時政之女。
- 北條政範（日语：北条政範）

演出：辻井陽太（嬰兒）→ 中川翼
時政四子。
- 比奈（日语：姫の前）

演出：堀田真由
比企氏之女。
- 乃繪（日语：伊賀の方）

演出：菊地凜子
義時的繼室。
- 北條泰時

演出：松澤禾蘭（嬰兒）→ 森優理斗（童年）→ 坂口健太郎
義時嗣子。
- 初（日语：矢部禅尼）

演出：久野楓名（嬰兒）→ 遠藤實暖（童年）→ 福地桃子
義村之女，泰時正室。
- 北條朝時（日语：北条朝時）／北條重時／北條政村

演出：高橋悠悟（童年）→ 西本彪留／加藤斗真／林蒼央（幼年）→ 塩田宙（童年）→ 新原泰佑
義時之子。

### 鎌倉幕府
- 源賴朝

演出：生駒星汰（少年）→ 大泉洋
- 北條政子

演出：小池榮子
時政之女。
- 源賴家

演出：丸山蒼來／田代瑞希（嬰兒）→ 藤原響（幼年）→ 鳥越壯真（童年）→ 金子大地
二代將軍。
- 源實朝

演出：吉川魁理／土橋蓮（嬰兒）→ 水戶部巧芽（幼年）→ 嶺岸煌櫻（童年）→ 柿澤勇人
三代將軍。
- 大姬（日语：大姫 (源頼朝の娘)）

演出：難波亞里沙（幼年）→ 落井實結子（童年）→ 南沙良
賴朝之女。
- 三幡（日语：三幡）

演出：太田結乃（童年）→ 東麻美
賴朝之女。
- 麗辻

演出：北香那
賴家的正室。
- 勢津

演出：山谷花純
能員之女，賴家側室。
- 千世

演出：加藤小夏
實朝的正室。
- 一幡

演出：佐野仁音（嬰兒）→ 白井悠人（幼年）→ 相澤壯太
賴家長子。
- 善哉 → 公曉

演出：米丸玲央／中野晃太朗（嬰兒）→ 長尾翼（幼年）→ 高平凛人（少年）→ 寬一郎
賴家次子。
- 三寅

演出：越田一央織（嬰兒）→ 中村龍太郎
四代將軍。坊門姬曾孫。
合議制十三人
- 大江廣元

演出：栗原英雄
輔弼能臣。
- 三善康信（日语：三善康信）

演出：小林隆
出身寒門公卿，後為司法執事。
- 梶原景時

演出：中村獅童
- 安達盛長（日语：安達盛長）

演出：野添義弘
- 比企能員

演出：佐藤二朗
- 和田義盛（日语：和田義盛）

演出：橫田榮司
侍所別當。
- 中原親能（日语：中原親能）

演出：川島潤哉
京都守護。
- 二階堂行政（日语：二階堂行政）

演出：野仲功
財務官。
- 足立遠元（日语：足立遠元）

演出：大野泰廣
文牘官。
- 八田知家（日语：八田知家）

演出：市原隼人
常陸守護。
- 三浦義澄（日语：三浦義澄）

演出：佐藤B作
三浦黨首領。代代仕源，作為宿老。
御家人
- 三浦義村

演出：山本耕史
義時的盟友。
- 三浦胤義（日语：三浦胤義）

演出：岸田達也
義村之弟。
- 駒若丸（日语：三浦光村）

演出：込江大牙
義村之子。
- 阿野全成（日语：阿野全成）

演出：新納慎也
義經胞兄。
- 土肥實平（日语：土肥実平）

演出：阿南健治
樸實剛健、篤行好義的相模老將。
- 上總廣常（日语：上総広常）

演出：佐藤浩市
房總一霸。
- 千葉常胤（日语：千葉常胤）

演出：岡本信人
下總國重鎮。
- 岡崎義實（日语：岡崎義実）

演出：鷹尾鷹
三浦氏庶流。
- 牧宗親（日语：牧宗親）

演出：山崎一
利久之兄。
- 山內首藤經俊（日语：山内首藤経俊）

演出：山口馬木也
官至伊勢守護。
- 畠山重忠（日语：畠山重忠）

演出：中川大志
- 畠山重保（日语：畠山重保）

演出：杉田雷麟
重忠之子。
- 工藤祐經（日语：工藤祐経）

演出：坪倉由幸
賴朝倖臣。
- 仁田忠常（日语：仁田忠常）

演出：高岸宏行
- 佐佐木秀義（日语：佐々木秀義）

演出：康水原
先主舊部將。
- 佐佐木定綱（日语：佐々木定綱）／佐佐木經高（日语：佐々木経高）／佐佐木盛綱（日语：佐々木盛綱）／佐佐木高綱（日语：佐々木高綱）

演出：木全隆浩／江澤大樹／增田和也／見寺剛
秀義之子。
- 平賀朝雅（日语：平賀朝雅）

演出：山中崇
利久之婿。
- 結城朝光（日语：結城朝光）

演出：高橋侃
- 梶原景季（日语：梶原景季）

演出：柾木玲彌
景時之子。
- 稻毛重成（日语：稲毛重成）

演出：村上誠基
武藏國武將。
- 安達景盛（日语：安達景盛）

演出：渡部澪音（童年）→ 新名基浩
盛長之子。
- 悠

演出：大部惠理子
景盛之妻。
- 小笠原長經（日语：小笠原長経）／中野能成（日语：中野能成）

演出：西村成忠／步夢
近侍。
- 比企尼（日语：比企尼）

演出：草笛光子
賴朝乳母，能員養母。
- 道

演出：堀內敬子
能員之妻，賴家乳母。
- 比企時員（日语：比企時員）／比企宗朝（日语：比企三郎）

演出：成田瑛基／Kaito
能員之子。
- 鶴丸 → 平盛綱

演出：佐藤遙燈（幼年）→ 城築
戰災孤兒，泰時的侍者。
- 朝比奈義秀（日语：朝比奈義秀）

演出：榮信
義盛之子。
- 和田義直（日语：和田義直）／和田義重（日语：和田義重）／和田胤長（日语：和田胤長）

演出：內藤正記／林雄大／細川岳
義盛兒輩。
- 胤長之女（日语：荒鵑）

演出：吉田舞香
- 源賴茂（日语：源頼茂）

演出：
大內守護。
- 伊賀光季（日语：伊賀光季）

演出：日笠圭
京都守護，乃繪之兄。

### 源氏陣營
- 源義經

演出：菅田將暉
賴朝異母弟。
演出：三浦透子
義經的正室。
- 靜御前

演出：石橋靜河
義經的摯愛。
- 武藏坊弁慶

演出：佳久創
義經的家臣。
- 源範賴

演出：迫田孝也
賴朝異母弟。
- 常

演出：渡邊梨香子
範賴的正室。
- 源賴政

演出：品川徹
- 源行家

演出：杉本哲太
- 木曾義仲

演出：青木崇高
- 巴御前

演出：秋元才加
義仲愛妾。
- 源義高（日语：源義高 (清水冠者)）

演出：市川染五郎
義仲之子。
- 今井兼平

演出：町田悠宇
義仲四天王之一。
- 海野幸氏（日语：海野幸氏）

演出：加部亞門
義高的親隨。
- 義圓（日语：義円）

演出：成河
義經胞兄，殉於墨俁川之戰。
- 武田信義

演出：八嶋智人
自甲斐響應本家，兵援起義軍，與賴朝、義仲勢分三足鼎。
- 一條忠賴（日语：一条忠頼）

演出：前原滉
信義之子。
- 千鶴丸（日语：千鶴御前）

演出：太田惠晴
賴朝與八重之子。
- 阿野賴全（日语：阿野頼全）

演出：小林櫂人
全成三子。
- 阿野時元（日语：阿野時元）

演出：松平將馬（童年）→ 森優作
全成四子。

### 平家集團
- 平清盛

演出：松平健
- 二位尼

演出：大谷恭子
清盛的正室。
- 平宗盛

演出：小泉孝太郎
清盛嗣子。
- 平知盛

演出：岩男海史
清盛四子。
- 平維盛

演出：濱正悟
清盛嫡孫。
- 平清宗

演出：島田裕仁
宗盛之子。

### 中央朝廷
- 後白河法皇

演出：西田敏行
第77代天皇。
- 安德天皇

演出：伊藤光之丞（嬰兒）→ 相澤智咲
第81代天皇，清盛的外孫。
- 後鳥羽上皇

演出：尾上凜（幼年）→ 菊井凜人（童年）→ 尾上松也
第82代天皇。
- 丹後局

演出：鈴木京香
法皇之內嬖。
- 建春門院

演出：一木香乃
法皇之嬪妃。
- 以仁王

演出：木村昴
法皇三子。
- 九條兼實

演出：田中直樹
世族上卿。
- 慈圓

演出：山寺宏一
大僧正、天台座主。
- 平知康（日语：平知康）

演出：矢柴俊博
法皇近臣。
- 源仲章（日语：源仲章）

演出：生田斗真
- 土御門通親（日语：源通親）

演出：關智一
- 一條高能（日语：一条高能）

演出：木戶邑彌
賴朝之甥。
- 藤原兼子（日语：藤原兼子）

演出：希薇亞・格拉布
上皇之乳母。
- 藤原秀康（日语：藤原秀康）

演出：星智也

### 奧州平泉
- 藤原秀衡

演出：田中泯
東北統治者。
- 德（日语：徳尼公）

演出：天野真由美
秀衡的正室。
- 藤原泰衡

演出：山本浩司
秀衡嫡長子。
- 藤原國衡（日语：藤原国衡）

演出：平山祐介
秀衡庶長子。
- 藤原賴衡（日语：藤原頼衡）

演出：川並淳一
秀衡庶六子。
- 河田次郎（日语：河田次郎）

演出：小林博
泰衡的家臣。

### 坂東豪族
- 伊東祐親（日语：伊東祐親）

演出：淺野和之
義時之祖父。
- 河津祐泰（日语：河津祐泰）

演出：山口祥行
祐親長子。
- 伊東祐清（日语：伊東祐清）

演出：竹財輝之助
祐親次子。
- 曾我十郎（日语：曾我祐成）／曾我五郎（日语：曾我時致）

演出：大藤瑛史（童年）→ 田邊和也／加賀谷光輝（童年）→ 田中俊介
祐泰遺子。
- 大庭景親（日语：大庭景親）

演出：國村隼
效忠平家的驍將。
- 工藤茂光（日语：工藤茂光）

演出：米本學仁
- 江間次郎（日语：江馬次郎）

演出：芹澤興人
八重的前夫。
- 堤信遠（日语：堤信遠）

演出：吉見一豐
伊豆權守。
- 山木兼隆（日语：山木兼隆）

演出：木原勝利
伊豆目代。
- 中原知親（日语：中原知親）

演出：森本武晴
伊豆目代。
- 安西景益（日语：安西景益）

演出：豬野學
安房國武將。
- 長狹常伴（日语：長狭常伴）

演出：黑澤光司
安房國武將。
- 佐竹義政（日语：佐竹義政）

演出：平田廣明
常陸國武將。
- 小山朝政（日语：小山朝政）

演出：中村敦
下野國武將。
- 長沼宗政（日语：長沼宗政）

演出：清水伸
朝政之弟。
- 藤內光澄（日语：藤内光澄）

演出：長尾卓磨
奉命處決義高。

### 其他人物
- 龜（日语：亀の前）

演出：江口德子
賴朝寵妾。
- 權三

演出：竹內學
阿龜前夫。
- 文覺

演出：市川猿之助
與源義朝夙有交誼。
- 文陽房覺淵（日语：覚淵）

演出：諏訪太朗
伊豆山權現僧。
- 運慶

演出：相島一之
興福寺佛師。
- 善兒

演出：梶原善
傭僕下人。
- 籐

演出：高橋愛莉（童年）→ 山本千尋
善兒的養女。
- 熊

演出：田中夏菜
利久的侍女。
- 藤平太

演出：大津尋葵
相模村民。
- 小六

演出：中村大輝
獵戶。
- 土佐坊昌俊（日语：土佐坊昌俊）

演出：村上和成
- 願成就院（日语：願成就院）住職

演出：緒方賢一
- 雲遊巫女

演出：大竹忍
- 陳和卿

演出：鄭龍進
宋土工匠。
- 五藤太夫婦

演出：藤田健彥／
百姓。
- 艾

演出：佐藤穗奈美
女官。
- 皋月

演出：磯山沙也加
民家女。
- 梅

演出：石川萌香
村女。

### 特邀串場
- 侍女

演出：長澤雅美
故事旁觀及敘述者。
- 德川家康

演出：松本潤
四百年後蟄伏三河國，覽讀《吾妻鏡》，遐思繼往開來的小大名。

## 幕後人員
- 編劇：三谷幸喜
- 音樂：埃文・考爾
- 片頭音樂演奏：NHK交響樂團
- 片頭音樂指揮：下野龍也（日语：下野竜也）
- 旁白：長澤雅美
- 副聲道解說：宗方脩（日语：宗方脩）
- 題字設計：佐藤亞沙美
- 片頭影像：高野善政、島田初哉、中澤正浩
- 主視覺設計、海報攝影：吉良進太郎、紀嘉良
- 3D地圖監製：澀澤光
- 製作統籌：清水拓哉、尾崎裕和
- 製作人：長谷知記、橋本萬葉、大越大士、吉岡和彥、川口俊介
- 導演：吉田照幸（日语：吉田照幸）、末永創、保坂慶太、安藤大佑（日语：安藤大佑）、中泉慧、小林直毅、松本仁志、谷口尊洋
- 時代考證：坂井孝一（日语：坂井孝一）、木下龍馬、長村祥知、坂井武尊
- 風俗考證：佐多芳彦（日语：佐多芳彦）
- 建築考證：三浦正幸（日语：三浦正幸）
- 服飾考證：小泉寬明
- 和歌考證：渡部泰明（日语：渡部泰明）
- 醫事考證：
- 船舶考證：安達裕之
- 公家文化考證：海上貴彥
- 中世軍事考證：西股總生（日语：西股総生）
- 佛教美術考證：塩澤寬樹
- 特殊化妝：江川悦子（日语：江川悦子）
- VFX監督：進威志（日语：進威志）、田中貴志、中山剛志
- VFX製作人：結城崇史（日语：結城崇史）
- 身段指導：橘芳慧（日语：橘芳慧）
- 藝能指導：友吉鶴心
- 殺陣指導：辻井啓伺（日语：辻井啓伺）
- 馬術指導：田中光法
- 書道指導：金敷駸房
- 佛事指導：張堂興昭
- 雙六指導：伊藤拓馬
- 蹴鞠指導：高野健次、山本隆史
- 華道・州濱臺（日语：洲浜紋）指導：井關宗脩
- 圍棋指導：田尻悠人（日语：田尻悠人）
- 編繩指導：多田牧子
- 鳴弦指導：小池義明
- 操船指導：千葉清次郎
- 銅鈸指導：住田福十郎
- 鼓指導：望月佐太壽郎
- 秸稈作業指導：中島安啓
- 佛像修復指導：明珍素也
- 漢語指導：凌慶成
- 京都方言指導：井上裕季子

## 紀行
- 旁白：糸井羊司
- 吉他演奏：保羅・吉伯
- 鋼琴演奏：佛朗西斯科・崔斯塔諾（英语：Francesco Tristano Schlimé）
- 特雷門演奏：竹內正實（日语：竹内正実）
- 單簧管演奏：Kohán
- 聲樂：tea（日语：tea (シンガーソングライター)）

## 播出日程及收視率
- 紅色粗體字標示的為劇集播放至今關東及關西地區收視率最高值，藍色粗體字標示的為最低值。

| 集數                                                        | 播放日期       | 標題                  | 導演              | 紀行                                                                             | 收視率 |
| ----------------------------------------------------------- | -------------- | --------------------- | ----------------- | -------------------------------------------------------------------------------- | ------ |
| 1                                                           | 2022年1月9日   | 小衝突擴大 （大いなる小競り合い）       | 吉田照幸          | 鶴岡八幡宮（神奈川縣鎌倉市） 史跡 北條氏邸跡（靜岡縣伊豆之國市）                 | 17.3%  |
| 2                                                           | 2022年1月16日  | 佐殿之衷 （佐殿の腹）         | 吉田照幸          | 音無神社（靜岡縣伊東市） 蛭島公園（靜岡縣伊豆之國市）                            | 14.7%  |
| 3                                                           | 2022年1月23日  | 起事須審慎 （挙兵は慎重に）       | 末永創            | 總本山 園城寺（滋賀縣大津市）                                                    | 16.2%  |
| 4                                                           | 2022年1月30日  | 箭鏑的指向 （矢のゆくえ）       | 末永創            | 三嶋大社（靜岡縣三島市） 香山寺（靜岡縣伊豆之國市）                              | 15.4%  |
| 5                                                           | 2022年2月6日   | 與兄的約定 （兄との約束）       | 吉田照幸          | 石橋山古戰場（神奈川縣小田原市） 伊豆山神社（靜岡縣熱海市）                      | 13.4%  |
| 6                                                           | 2022年2月13日  | 噩耗 （悪い知らせ）             | 保坂慶太          | 巫鳥之窟（神奈川縣湯河原町） 源賴朝出航海濱（神奈川縣真鶴町）                    | 13.7%  |
| 7                                                           | 2022年2月20日  | 為敵與否 （敵か、あるいは）         | 末永創            | 玉前神社（千葉縣一宮町） 千葉神社（千葉縣千葉市）                                | 14.4%  |
| 8                                                           | 2022年2月27日  | 開赴鎌倉 （いざ、鎌倉）         | 吉田照幸          | 壽福寺（神奈川縣鎌倉市）                                                         | 13.7%  |
| 9                                                           | 2022年3月6日   | 決戰前夕 （決戦前夜）         | 保坂慶太          | 橫割八幡宮（靜岡縣富士市） 八幡神社（靜岡縣清水町）                              | 14.0%  |
| 10                                                          | 2022年3月13日  | 無憑自信心 （根拠なき自信）       | 安藤大佑          | 西金砂神社（茨城縣常陸太田市）                                                   | 13.6%  |
| 11                                                          | 2022年3月20日  | 無可饒恕的謊 （許されざる嘘）     | 吉田照幸          | 三十三間堂（京都府京都市）                                                       | 13.5%  |
| 12                                                          | 2022年3月27日  | 龜之前事件 （亀の前事件）       | 末永創            | 岩殿觀音 正法寺（埼玉縣東松山市） 妙本寺（神奈川縣鎌倉市）                       | 13.1%  |
| 13                                                          | 2022年4月3日   | 情牽青梅竹馬 （幼なじみの絆）     | 吉田照幸          | 豆塚神社（靜岡縣伊豆之國市） 最誓寺（靜岡縣伊東市）                              | 12.9%  |
| 14                                                          | 2022年4月10日  | 京城的義仲 （都の義仲）       | 安藤大佑          | 俱利伽羅古戰場（富山縣小矢部市） 倶利伽羅神社（石川縣津幡町）                    | 12.1%  |
| 15                                                          | 2022年4月17日  | 立足禮 （足固めの儀式）           | 保坂慶太          | 十二所果樹園（神奈川縣鎌倉市） 上總介塔（神奈川縣橫濱市）                        | 12.9%  |
| 16                                                          | 2022年4月24日  | 傳奇揭幕 （伝説の幕開け）         | 末永創            | 義仲寺（滋賀縣大津市）                                                           | 12.9%  |
| 17                                                          | 2022年5月1日   | 請命與宿命 （助命と宿命）       | 吉田照幸          | 清水八幡（埼玉縣狹山市） 常樂寺（神奈川縣鎌倉市）                                | 12.5%  |
| 18                                                          | 2022年5月8日   | 飛旋壇之浦的男人 （壇ノ浦で舞った男） | 吉田照幸          | 赤間神宮（山口縣下關市）                                                         | 12.7%  |
| 19                                                          | 2022年5月15日  | 未竟的凱旋 （果たせぬ凱旋）       | 安藤大佑          | 若宮八幡宮（京都府京都市） 吉野山（奈良縣吉野町）                                | 13.2%  |
| 20                                                          | 2022年5月22日  | 歸來的義經 （帰ってきた義経）       | 保坂慶太          | 高館義經堂（岩手縣平泉町） 接待館遺跡（岩手縣奧州市）                            | 12.8%  |
| 21                                                          | 2022年5月29日  | 佛的凝望 （仏の眼差し）         | 末永創            | 願成就院（靜岡縣伊豆之國市）                                                     | 13.2%  |
| 22                                                          | 2022年6月5日   | 義時的生存之道 （義時の生きる道）   | 中泉慧            | 東大寺（奈良縣奈良市） 法住寺（京都府京都市）                                    | 12.9%  |
| 23                                                          | 2022年6月12日  | 狩捕與獵物 （狩りと獲物）       | 吉田照幸          | 賴朝井之森林（靜岡縣裾野市） 曾我隱蔽岩（靜岡縣富士宮市）                        | 13.3%  |
| 24                                                          | 2022年6月19日  | 不變之人 （変わらぬ人）         | 安藤大佑          | 源範賴之墓（靜岡縣伊豆市）                                                       | 12.0%  |
| 25                                                          | 2022年6月26日  | 期盼天佑之男 （天が望んだ男）     | 吉田照幸          | 舊相模川橋腳（神奈川縣茅崎市）                                                   | 12.2%  |
| 26                                                          | 2022年7月3日   | 哀慟之前 （悲しむ前に）         | 保坂慶太          | 源賴朝之墓（神奈川縣鎌倉市）                                                     | 12.9%  |
| 7月10日停播一次，播出第26屆參議員選舉特別節目。             |                |                       |                   |                                                                                  |        |
| 27                                                          | 2022年7月17日  | 鎌倉殿與十三人 （鎌倉殿と十三人）   | 末永創            | 永福寺跡（神奈川縣鎌倉市）                                                       | 11.7%  |
| 28                                                          | 2022年7月24日  | 名刀之主 （名刀の主）         | 安藤大佑          | 梶原景時館址（神奈川縣寒川町） 清見寺（靜岡縣靜岡市） 建長寺（神奈川縣鎌倉市）   | 12.9%  |
| 29                                                          | 2022年7月31日  | 不遂之球 （ままならぬ玉）         | 中泉慧            | 三浦義澄之墓（神奈川縣橫須賀市）                                                 | 11.9%  |
| 30                                                          | 2022年8月7日   | 全成的概率 （全成の確率）       | 吉田照幸          | 大六天之森（栃木縣益子町） 大泉寺（靜岡縣沼津市）                                | 11.4%  |
| 31                                                          | 2022年8月14日  | 鍥而不捨之男 （諦めの悪い男）     | 保坂慶太          | 妙本寺（神奈川縣鎌倉市）                                                         | 12.1%  |
| 32                                                          | 2022年8月21日  | 禍患之苗 （災いの種）         | 吉田照幸          | 極樂寺（神奈川縣鎌倉市）                                                         | 11.8%  |
| 33                                                          | 2022年8月28日  | 修善寺 （修善寺）           | 末永創            | 源賴家之墓（靜岡縣伊豆市）                                                       | 10.2%  |
| 34                                                          | 2022年9月4日   | 理想的結婚 （理想の結婚）       | 中泉慧            | 六角堂（京都府京都市） 小野城跡（三重縣龜山市）                                  | 11.9%  |
| 35                                                          | 2022年9月11日  | 苦杯 （苦い盃）             | 保坂慶太          | 畠山重忠公史蹟公園（埼玉縣深谷市） 菅谷館跡（埼玉縣嵐山町）                      | 11.2%  |
| 36                                                          | 2022年9月18日  | 武士楷模 （武士の鑑）         | 末永創            | 畠山重忠公碑（神奈川縣橫濱市）                                                   | 12.4%  |
| 37                                                          | 2022年9月25日  | 嗡唄呅乒吧 （オンベレブンビンバ）       | 小林直毅          | 圓覺寺（神奈川縣鎌倉市）                                                         | 12.6%  |
| 38                                                          | 2022年10月2日  | 時之繼承者 （時を継ぐ者）       | 吉田照幸          | 願成就院（靜岡縣伊豆之國市）                                                     | 11.7%  |
| 10月9日停播一次，播出劇情回顧座談節目。                     |                |                       |                   |                                                                                  |        |
| 39                                                          | 2022年10月16日 | 風平浪靜的一天 （穏やかな一日）   | 保坂慶太          | 十國峠・源實朝歌碑（靜岡縣熱海市） 鶴岡八幡宮（神奈川縣鎌倉市）                  | 12.0%  |
| 40                                                          | 2022年10月23日 | 設局攻防 （罠と罠）         | 中泉慧            | 光念寺（神奈川縣三浦市） 正行院（神奈川縣橫須賀市）                              | 11.3%  |
| 41                                                          | 2022年10月30日 | 義盛，汝實無辜 （義盛、お前に罪はない）   | 吉田照幸          | 和田塚（神奈川縣鎌倉市） 善榮寺（神奈川縣小田原市）                              | 11.3%  |
| 42                                                          | 2022年11月6日  | 夢的蹤影 （夢のゆくえ）         | 末永創            | 船玉神社（神奈川縣藤澤市） 實朝歌碑（神奈川縣鎌倉市）                            | 11.3%  |
| 43                                                          | 2022年11月13日 | 資格與死角 （資格と死角）       | 吉田照幸 松本仁志 | 明王院（神奈川縣鎌倉市）                                                         | 11.5%  |
| 44                                                          | 2022年11月20日 | 審判之日 （審判の日）         | 保坂慶太          | 覺園寺（神奈川縣鎌倉市）                                                         | 11.0%  |
| 45                                                          | 2022年11月27日 | 八幡宮的臺階 （八幡宮の階段）     | 安藤大佑          | 鶴岡八幡宮（神奈川縣鎌倉市） 源實朝公御首塚（神奈川縣秦野市）                    | 6.2%   |
| 46                                                          | 2022年12月4日  | 化身將軍的女子 （将軍になった女）   | 末永創            | 多摩川淺間神社（東京都大田區） 雲林寺（神奈川縣橫濱市） 安養院（神奈川縣鎌倉市） | 11.3%  |
| 47                                                          | 2022年12月11日 | 某朝敵、某演講 （ある朝敵、ある演説）   | 吉田照幸 谷口尊洋 | 聖福寺（福岡縣福岡市） 名超寺（滋賀縣長濱市）                                    | 11.9%  |
| 48                                                          | 2022年12月18日 | 業報之時 （報いの時）         | 吉田照幸          | 北條小町邸跡（神奈川縣鎌倉市） 北條義時之墓（神奈川縣鎌倉市）                    | 14.8%  |
| 平均收視率12.7%（收視率由Video Research於日本關東地區統計） |                |                       |                   |                                                                                  |        |

## 總集篇
| 播放日期       | 時間           | 標題   |
| -------------- | -------------- | ------ |
| 2022年12月29日 | 13：05～14：15 | 第一章 |
| 2022年12月29日 | 14：15～15：25 | 第二章 |
| 2022年12月29日 | 15：25～16：31 | 第三章 |
| 2022年12月29日 | 16：31～17：40 | 第四章 |

## 獎項
| 年份   | 名稱                 | 獎項       | 提名者/獲獎者                                                              | 結果 |
| ------ | -------------------- | ---------- | -------------------------------------------------------------------------- | ---- |
| 2022年 | 放送批評懇談會銀河賞 | 12月月間賞 | 鎌倉殿的十三人                                                             | 獲獎 |
| 2022年 | 第114回日劇學院賞    | 最佳作品   | 鎌倉殿的十三人                                                             | 獲獎 |
| 2022年 | 第114回日劇學院賞    | 最佳男主角 | 小栗旬                                                                     | 提名 |
| 2022年 | 第114回日劇學院賞    | 最佳男配角 | 大泉洋                                                                     | 提名 |
| 2022年 | 第114回日劇學院賞    | 最佳女配角 | 小池榮子                                                                   | 提名 |
| 2022年 | 第114回日劇學院賞    | 最佳女配角 | 新垣結衣                                                                   | 提名 |
| 2022年 | 第114回日劇學院賞    | 最佳導演   | 吉田照幸、末永創、保坂慶太、安藤大佑、中泉慧、小林直毅、松本仁志、谷口尊洋 | 提名 |
| 2022年 | 第114回日劇學院賞    | 最佳劇本   | 三谷幸喜                                                                   | 獲獎 |

## 外部連結
- （日語）官方網站 （页面存档备份，存于）
- 鎌倉殿的13人的X（前Twitter）
- 鎌倉殿的13人的Instagram帳戶

| 日本 NHK综合频道 週日20:00 - 20:45   | 日本 NHK综合频道 週日20:00 - 20:45       | 日本 NHK综合频道 週日20:00 - 20:45 |
| ------------------------------------ | ---------------------------------------- | ---------------------------------- |
|                                      | 鎌倉殿的13人 （2022.01.09 - 2022.12.18） |                                    |
| 直衝青天 （2021.02.14 - 2021.12.26） | 怎麼辦家康 （2023.01.08 - 2023.12.17）   |                                    |